# 品仁納灣

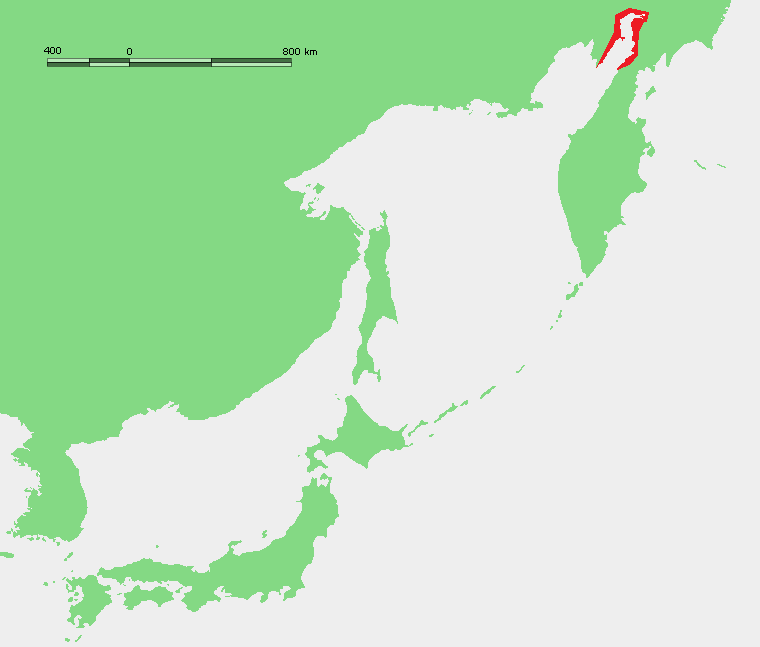
品仁納灣位置

品仁納灣是俄羅斯的一个海湾，位於堪察加半島西北面鄂霍次克海的舍利霍夫灣东側，海灣長300公里、寬65公里，水深62米，每年十月至翌年五月結冰。

## 外部連結
- Location（页面存档备份，存于）
- Penzhin Bay （页面存档备份，存于）

61°N 162°E / 61°N 162°E